# Turbinicarpus subterraneus
La biznaga jirafa (Turbinicarpus subterraneus) es una planta fanerógama perteneciente a la familia Cactaceae. Es un cactus con un solo tallo, globoso a cilíndrico, de aproximadamente 15 cm de altura y 3 cm de diámetro. Las espinas se desarrollan en las aréolas, presenta 2 en el centro (centrales), de color gris oscuro y hasta 19 en la orilla (radiales), de color blanco. Las flores]]ienen forma de embudo, son de color rosa violeta a magenta, de hasta 2.5 cm de longitud y 3 cm de  diámetro, son hermafroditas, pero son incapaces de autofecundarse, por lo que requieren de insectos alados y hormigas que lleven el polen de una planta a otra. Las semillas se dispersan por animales, el agua y el viento Se reproduce varias veces durante su vida (estrategia de reproducción policárpica).

## Descripción
Plantas casi siempre con un solo tallo, globoso a globoso cilíndrico y con el cuerpo alargado y delgado, de hasta 15 cm o más de altura y 3 cm de diámetro. El sistema de raíces es tuberoso. Tubérculos con cuatro ángulos, de 3 a 5 mm de altura. Espinas centrales 2, gris negruzco, rígidas, erectas, de 2 cm de longitud. Espinas radiales 16 a 19, blanco vítreo, radiales, fuertes, 2 a 6 mm de longitud. Flores infundibuliformes, rosa violeta a magenta, 2 a 2.5 cm de longitud, 3 cm de  diámetro. Frutos pequeños.

## Distribución
Esta especie es endémica de México, su distribución es restringida, y aunque en las poblaciones locales es común, es poco abundante a nivel del país (Smith et al. 2013). Se localiza en los estados de Coahuila (en Saltillo), en Nuevo León (en Aramberri) en San Luis Potosí y Tamaulipas (información de la especie obtenida con el nombre sinónimo Rapicactus subterraneus).

## Ambiente
Se desarrolla en sitios con matorral xerófilo, con dominancia de gobernadora (Larrea spp.) y asociaciones de Dasylirion-Yucca-Agave lechuguilla, en pendientes calizas con afloramientos de yeso. Se ha reportado en altitudes de 1700 m s. n. m. en Aramberri (Nuevo León), en suelos calcáreos y gípsicos, y predominantemente en laderas.

## Estado de conservación
Esta especie es saqueada para su venta ilegal debido a la demanda de coleccionistas nacionales y extranjeros, se considera que debido a esta práctica sus poblaciones decrecen. Se encuentra listada en la NOM-059-SEMARNAT-2010 en la categoría Amenazada (A). En la Unión Internacional para la Conservación de la Naturaleza (UICN) aparece bajo la categoría de En Peligro (EN) (endangered). Este género se incluye en el Apéndice I de la CITES. Y al ser una especie amenazada en México, se halla regulada bajo el Código Penal Federal, la Ley General del Equilibrio Ecológico y Protección al Ambiente y la Ley General de Vida Silvestre.

## Usos
Ornamental